# 金融検査庁
金融検査庁（きんゆうけんさちょう）は、琉球政府通商産業局の外局。民間の金融機関の監督指導を目的とする。
1960年頃の沖縄の金融機関は、過当競争の弊害により、資産内容が悪化し業務運営が不健全になりつつあった。そこでキャラウェイ高等弁務官は、金融業界の刷新を図るべく、琉球政府に金融機関の監督権限を付与し、「金融検査部」を設けたのが始まりである。金融検査部は、キャラウェイの指示の下で金融機関の粛正を断行するなど、経営の合理化・健全化を推し進めていった。これら金融機関に対する粛正のことをキャラウェイ旋風と呼ぶ。
復帰後は、大蔵省に業務を移管した。

## 沿革
- 1961年7月　琉球政府内務局に「金融検査部」を設置。
- 1965年7月　琉球政府通商産業局の外局として「金融検査庁」を設置。

## 組織
金融検査庁の組織は以下の通りである（1972年5月14日現在）
- 総務課
- 銀行課
- 理財課